# NOAAS Okeanos Explorer (R 337)
Pour les articles homonymes, voir Okeanos.
Le Okeanos Explorer est un navire océanographique de la National Oceanic and Atmospheric Administration (NOAA), administration fédérale américaine d'exploration marine. Acheté en 2008 à l'United States Navy (sous le nom USNS Capable (T-AGOS-16), un navire de surveillance maritime auxillaire de la classe Stalwart équipé d'une flûte sismique, il est destiné à l'exploration des abysses et à l'océanographie, grâce à sa capacité à accueillir un sous-marin de profondeurs extrêmes (Véhicule sous-marin téléguidé).

## Missions scientifiques
Liste des missions
- 2019 : Atlantique ouest et golfe du Mexique (Windows to the Deep 2019: Exploration of the Deep-sea Habitats of the Southeast United States, Microbial Stowaways: Exploring Shipwreck Microbiomes in the Deep Gulf of Mexico, Journey into Midnight: Light and Life Below the Twilight Zone...)
- 2018 : Atlantique ouest et golfe du Mexique (Mapping Deepwater Areas in the Caribbean and South Atlantic Bight, Océano Profundo 2018: Exploring Deep-sea Habitats off Puerto Rico and the U.S. Virgin Islands, Windows to the Deep 2018: Exploration of the Southeast U.S. Continental Margin, Gulf of Mexico 2018...)
- 2017 : îles Samoa (2017 American Samoa Expedition: Suesuega o le Moana o Amerika Samoa), Pacifique central (Exploring the Central Pacific Basin), Pacifique central (Laulima O Ka Moana: Exploring Deep Monument Waters Around Johnston Atoll)
- 2016 : Pacifique central : Hawaï (2016 Hohonu Moana: Exploring Deep Waters off Hawaiʻi), Mariannes (2016 Deepwater Exploration of the Marianas)
- 2015 : Caraïbes (Océano Profundo 2015: Exploring Puerto Rico’s Seamounts, Trenches, and Troughs) et Hawaï
- 2014 : Côte est des États-Unis (de la Floride au Rhode Island : Our Deepwater Backyard: Exploring Atlantic Canyons and Seamounts 2014)
- 2013 : Canyons et monts sous-marins au large de la Nouvelle-Angleterre (Northeast U.S. Canyons Expedition 2013)
- 2012 : Golfe du Mexique (Gulf of Mexico 2012 Expedition) et Atlantique américain tempéré (Veatch Canyon Shakedown Cruise 2012)
- 2011 : Galápagos (Galápagos Rift Expedition 2011), îles Caïmans (Mid-Cayman Rise Expedition 2011), golfe du Mexique
- 2010 : Indonésie (INDEX 2010 Exploration)

Les missions Okeanos, visionnables en streaming direct et gratuit via Youtube, ont permis l'observation in situ de nombreuses espèces abyssales encore inconnues de la science, ou jamais observées vivantes, notamment en 2017 ce qui constitue sans doute la première observation in situ d'un monoplacophore.

## Flotte de la NOAA
- Navires et avions de la NOAA

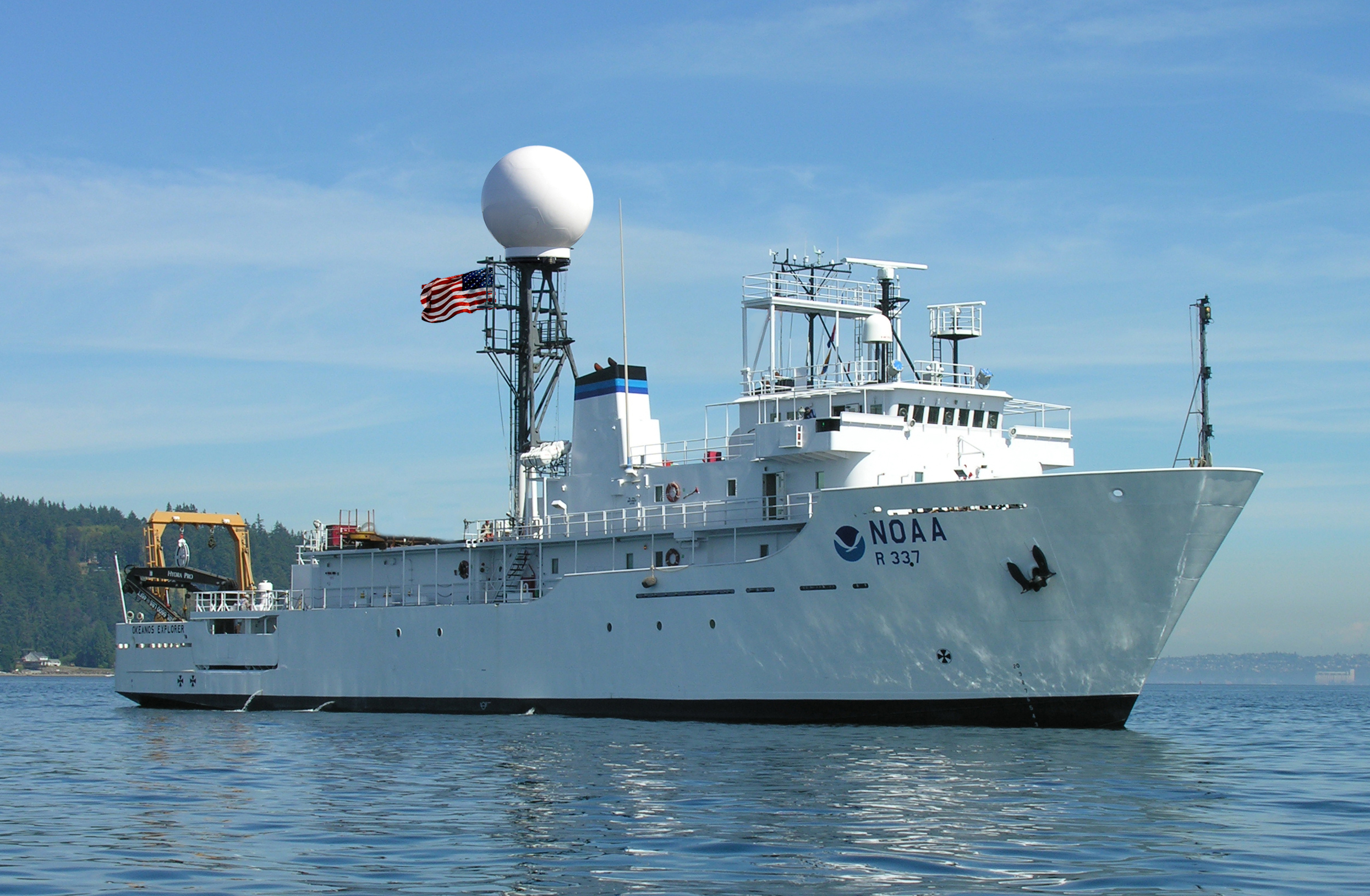
Le navire au mouillage.
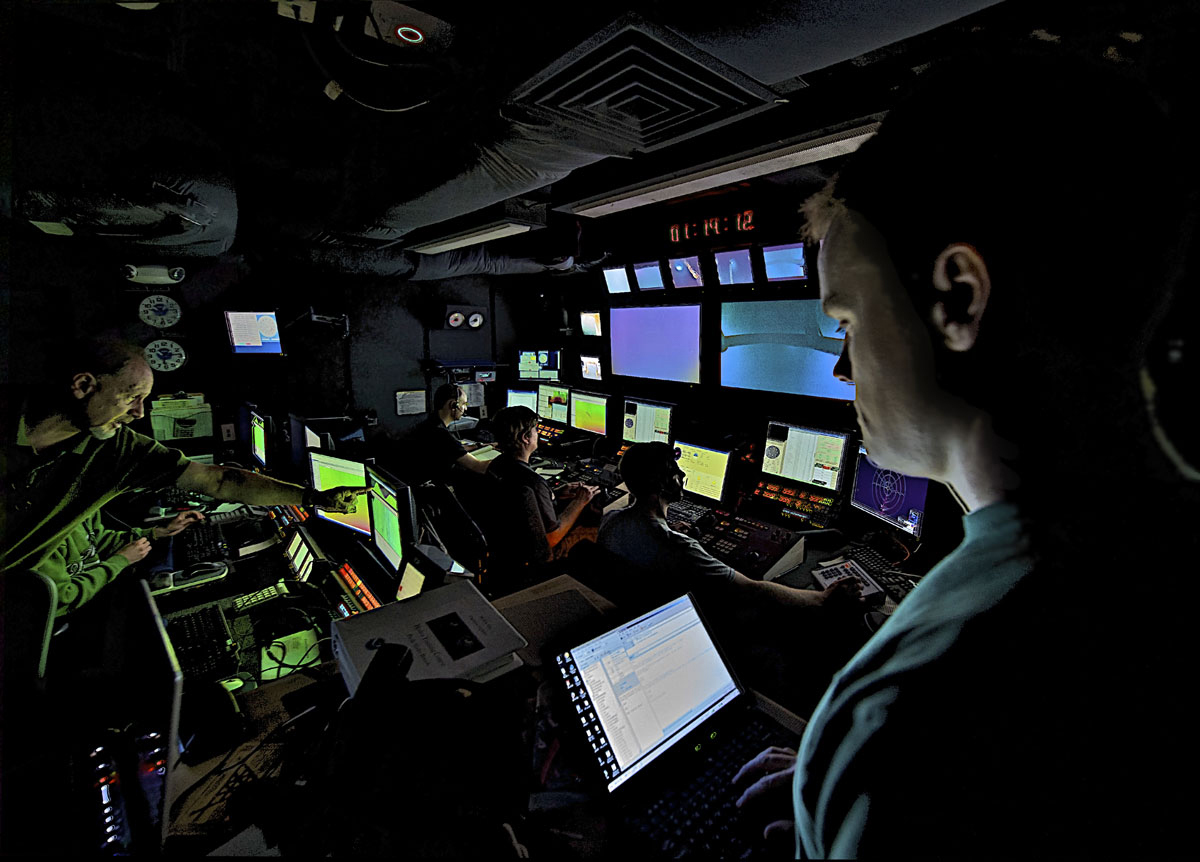
Salle de contrôle d'Okeanos Explorer.
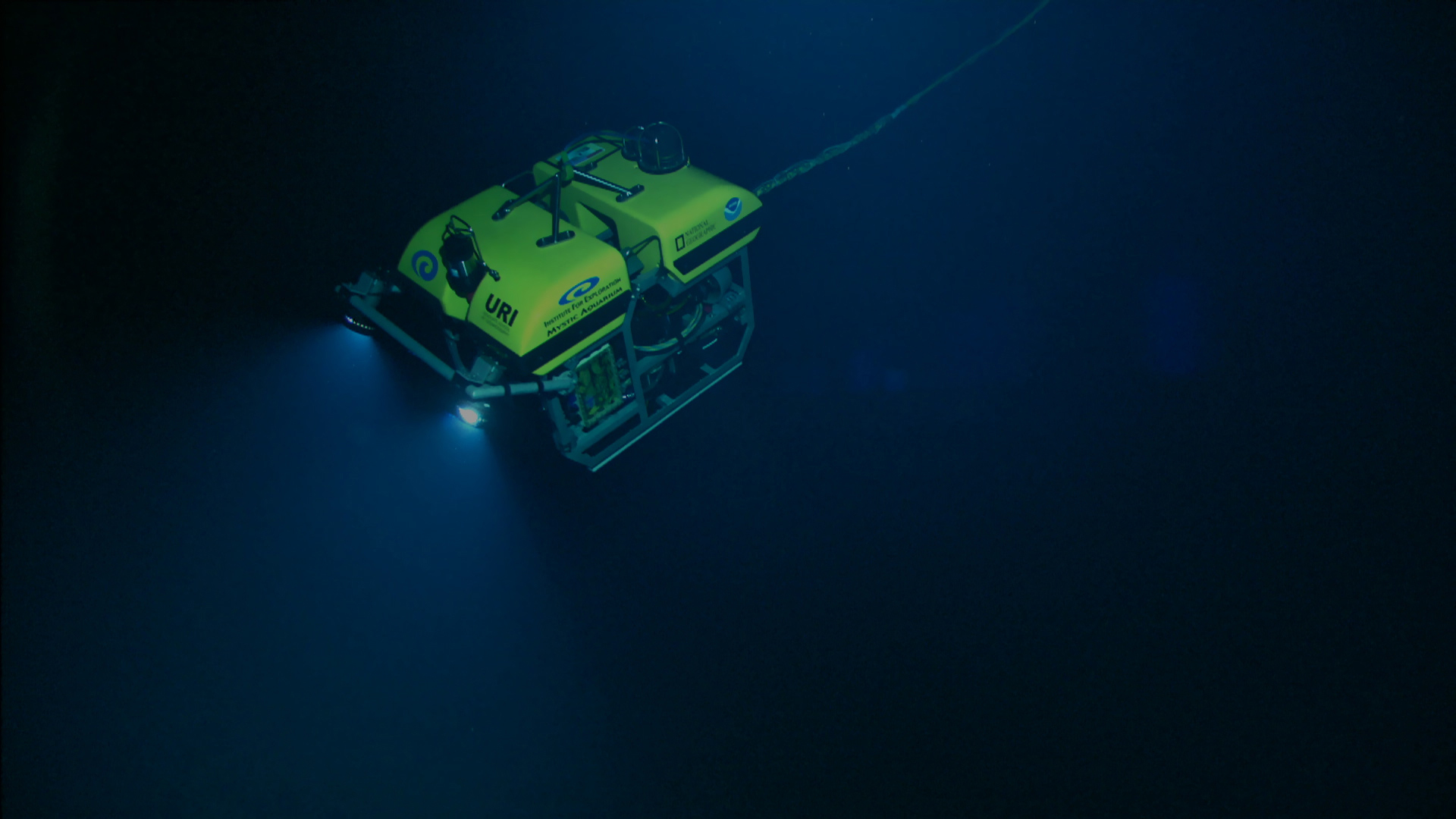
Le sous-marin « Little Hercules » en 2010.
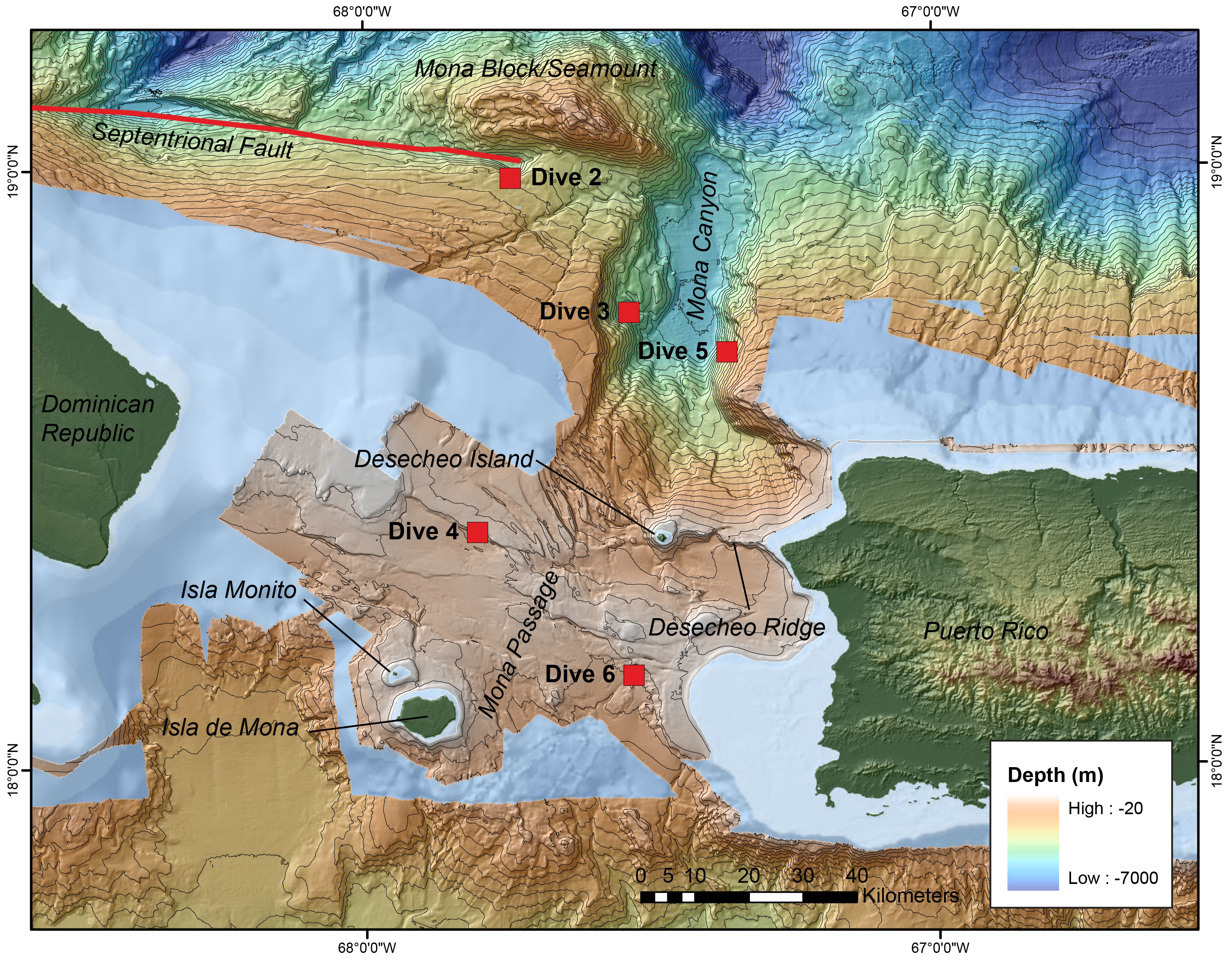
Cartographie de la mission à Porto Rico

## Galerie d'images naturalistes

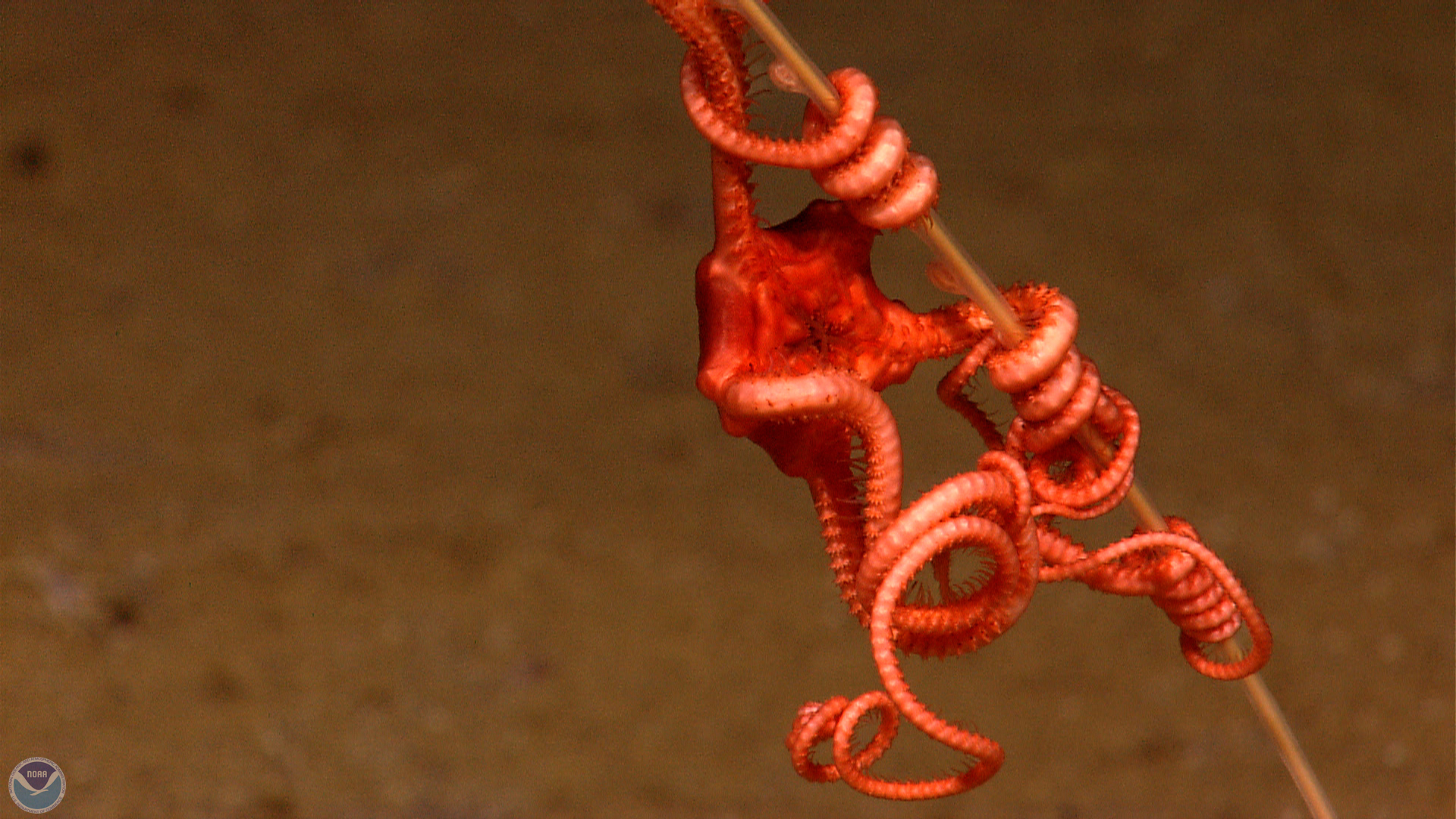
Une ophiure euryalide observée par Okeanos en 2010 en Indonésie.
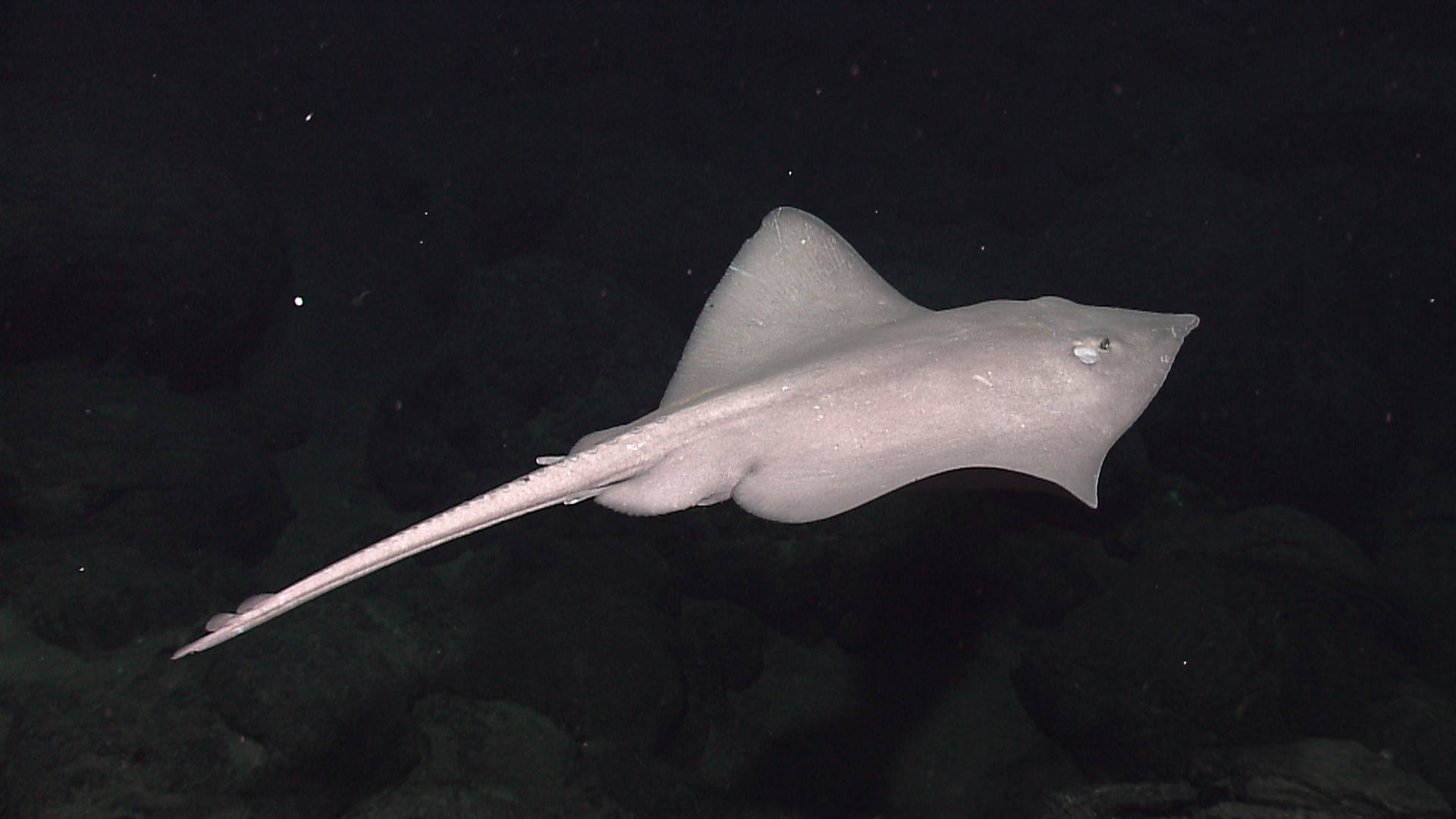
Une raie abyssale (Bathyraja abyssicola) observée aux Galapagos en 2011.
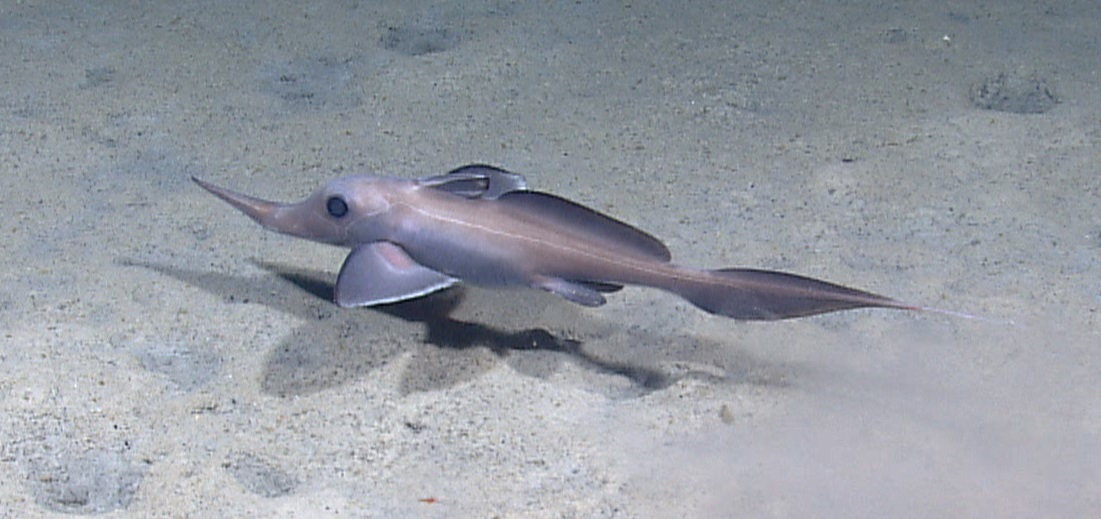
Une chimère (Harriotta raleighana) observée aux Caraïbes en 2012.
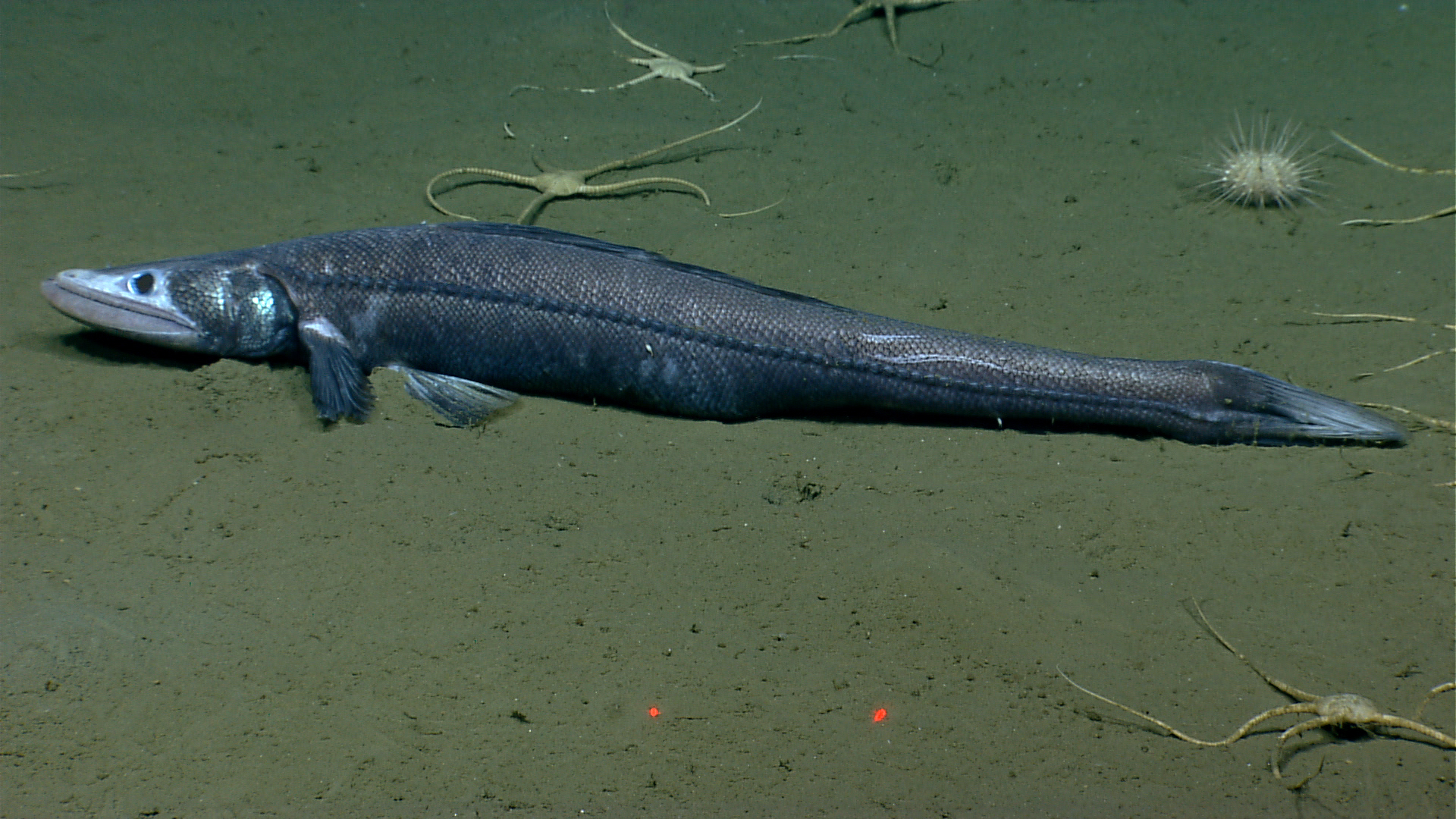
Un Bathysaurus observé au large de la côte est des États-Unis en 2013.
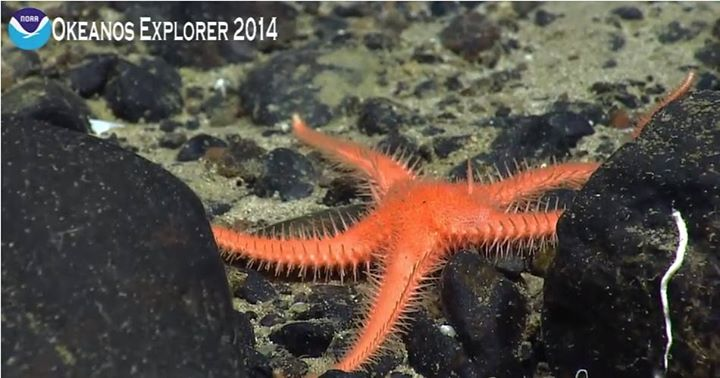
Une étoile de mer du genre Benthopecten observée en 2014.
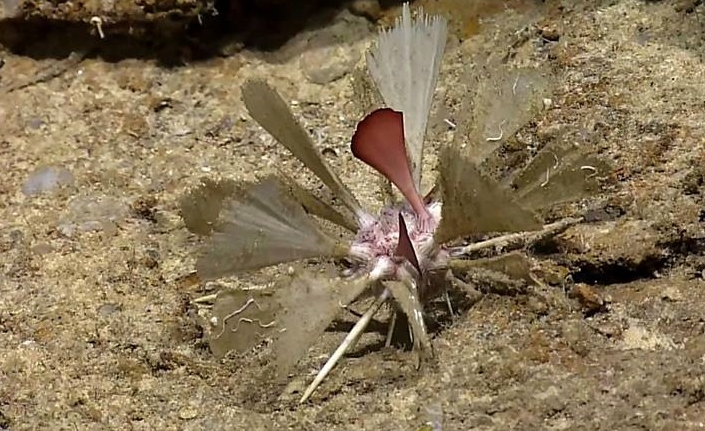
Un oursin Cidaris blakei observé en 2015 au large de Porto Rico.
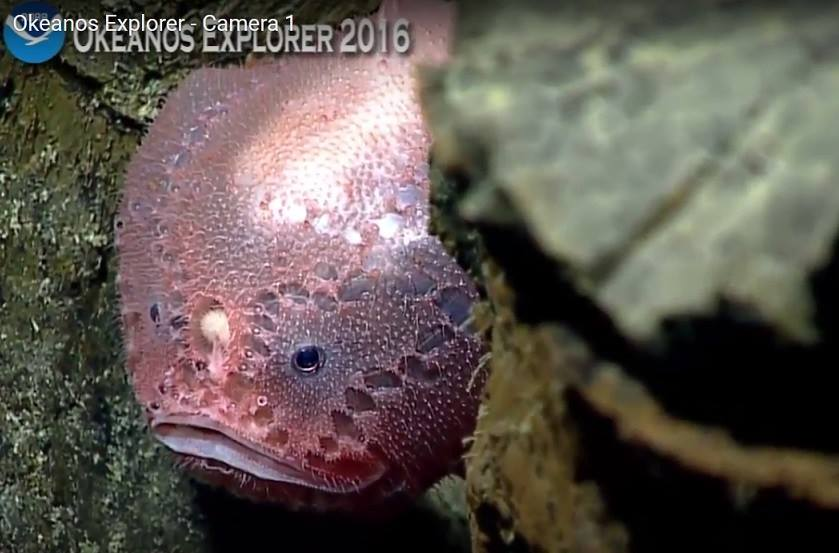
Une baudroie abyssale Chaunacops coloratus observée en 2016.
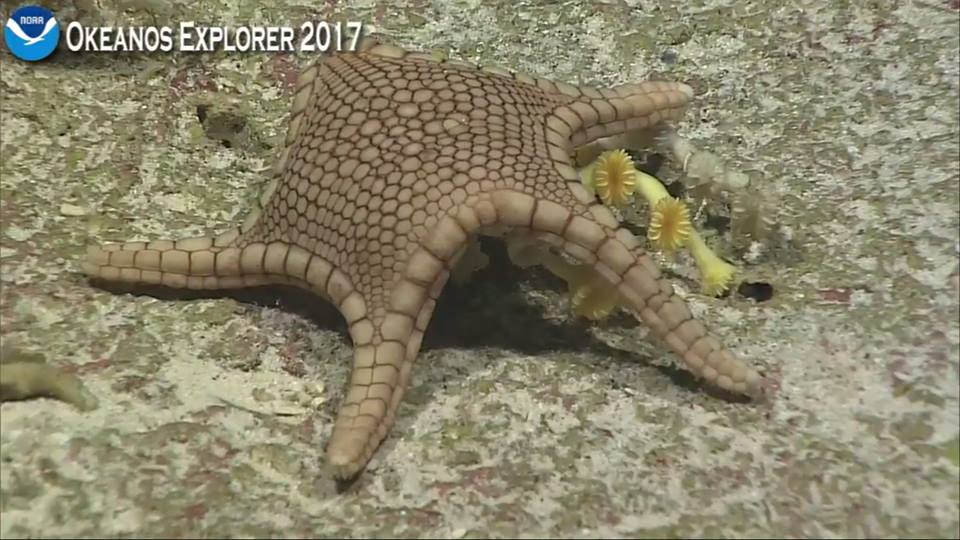
Une étoile du genre Astroceramus observée en 2017.
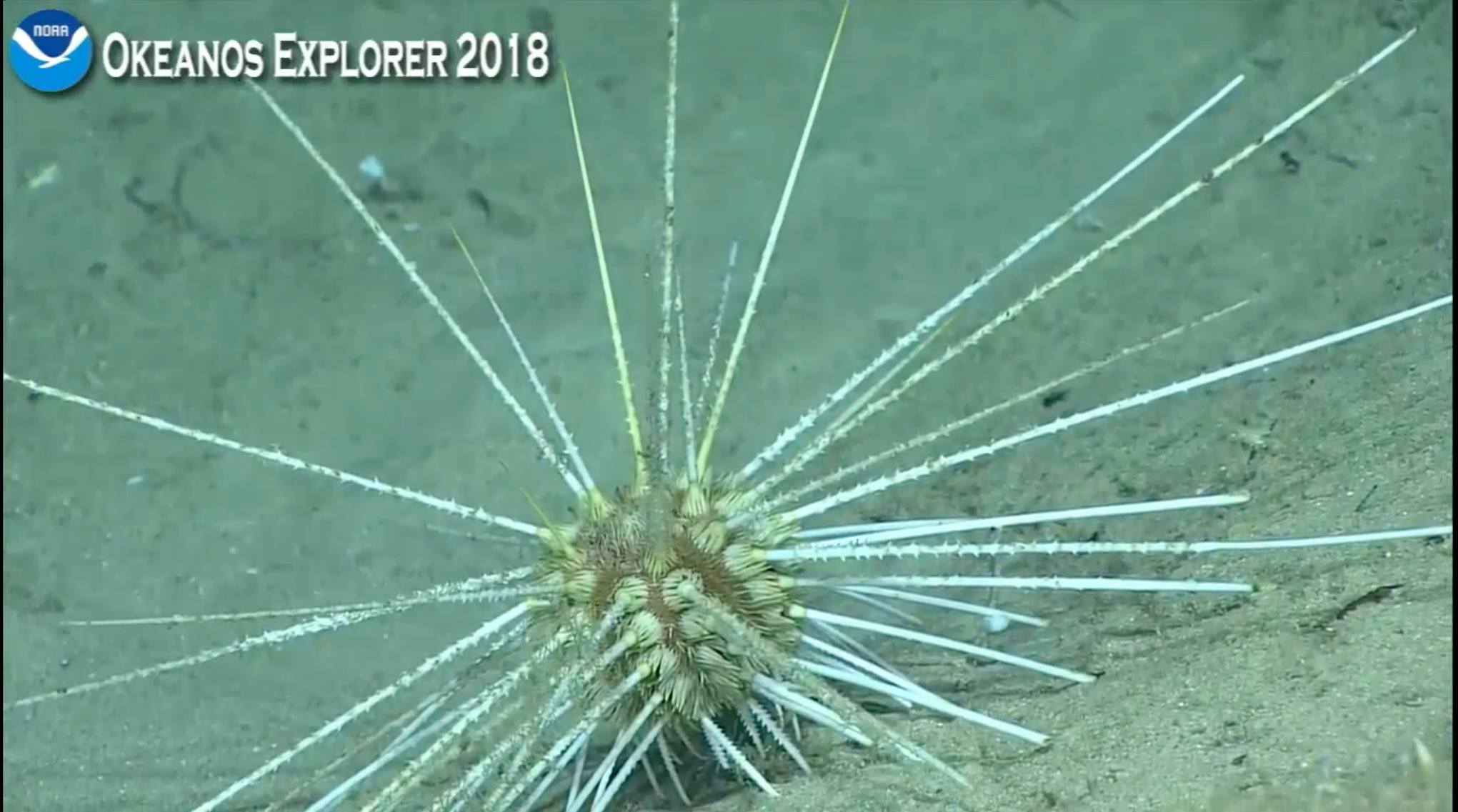
Un oursin du genre Histocidaris observé en 2018 au large de Porto Rico.
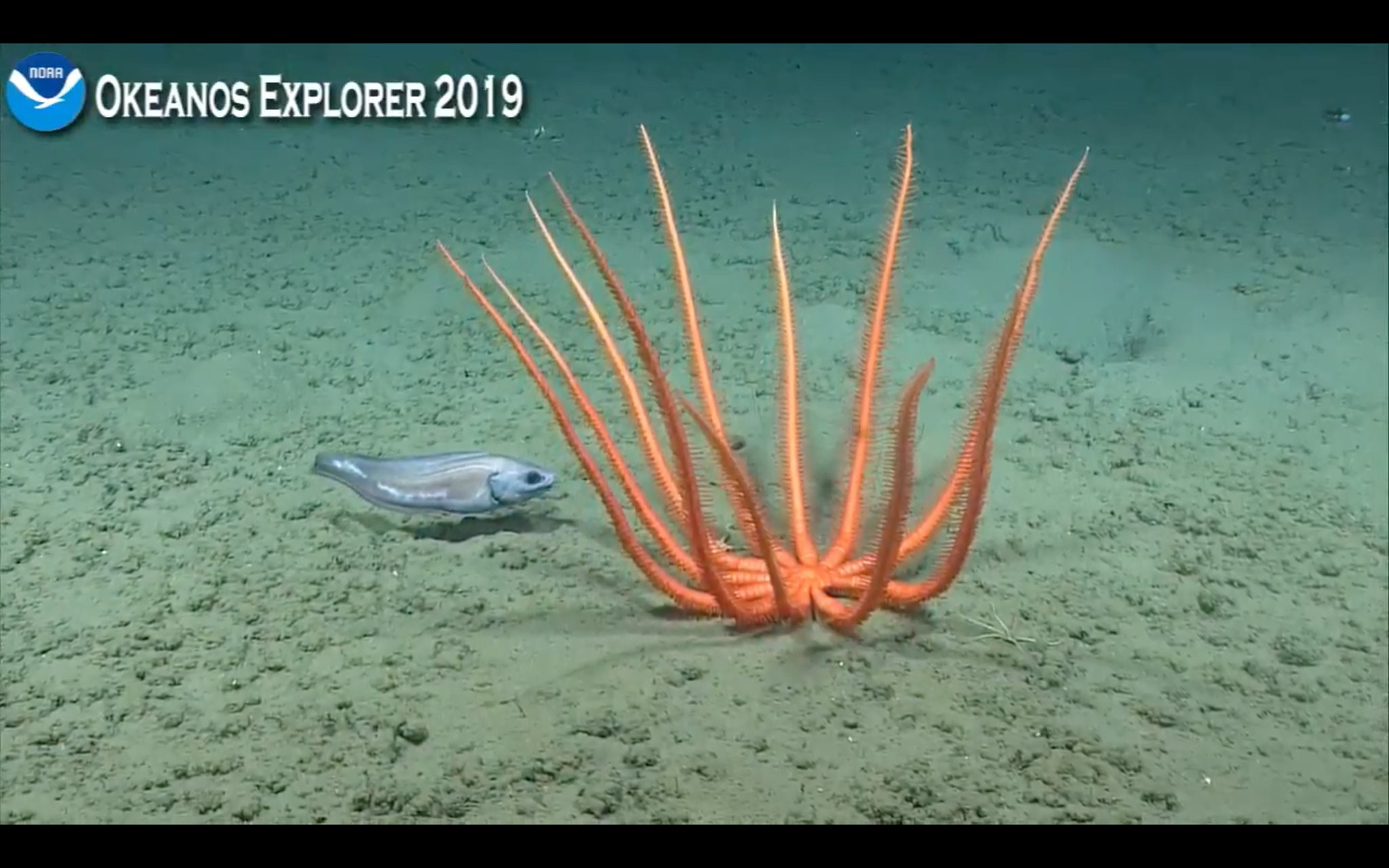
Une étoile Brisingidae en position de chasse au large du sud des États-Unis en 2019.
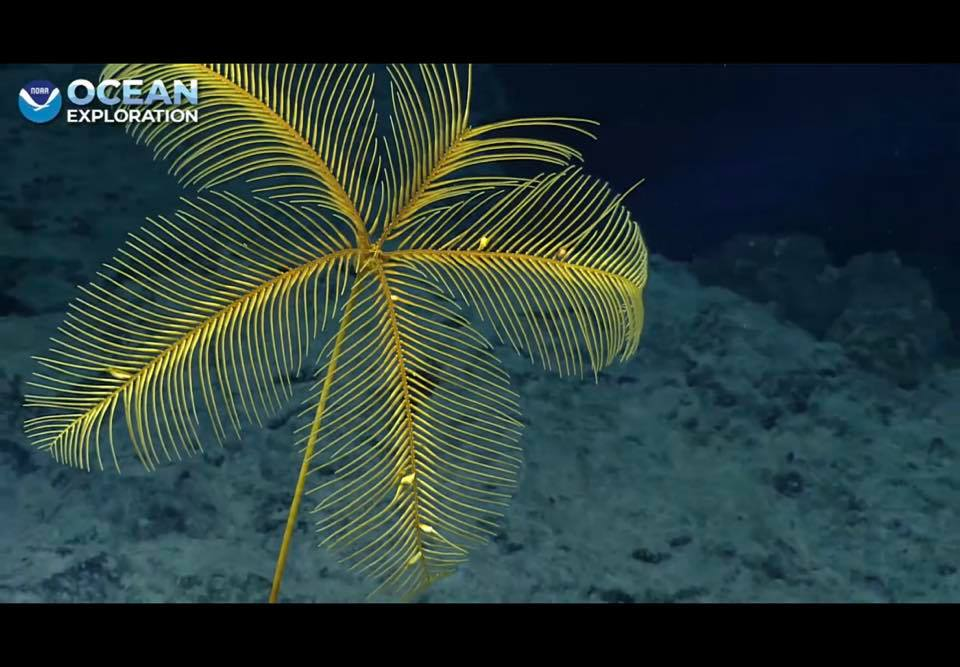
Un crinoïde (Hyocrinida) observé dans l'Atlantique nord en 2021.